# Баскетбол на воде
Баскетбол на воде (англ. Water basketball) — командная спортивная игра в воде, в ходе которой спортсмены двух команд стремятся забросить мяч в корзину соперника и не пропустить его в свою корзину. Игра является смесью баскетбола и водного поло.
В Нидерландах баскетбол на воде был введён как вид коллективного спорта для инвалидов в конце 1970-х годов. В 1982 году в Родене состоялся первый национальный чемпионат по этому виду спорта, в котором приняли участие 22 команды. С 2011 года соревнования проводятся под эгидой Федерации плавания Королевства Нидерландов (нидерл. Koninklijke Nederlandse zwembond, KNZB).
В Словении правила баскетбола на воде сформировались в 1997 году. Перед этим были опробованы два вида размещения корзины: классическая баскетбольная корзина, закреплённая над краем бассейна, и плавающая корзина. Оба они оказались неудобными, поэтому в окончательном варианте была принята корзина, закреплённая на стойке в метре над водой. Словенский вариант водного баскетбола получил некоторое распространение также в Венгрии.
В австралийском штате Тасмания первый матч по баскетболу на воде состоялся в сентябре 2003 года. Команды для него были составлены из игроков в баскетбол, водное поло, футбол и крикет. С октября 2003 года в Тасмании стали проводиться регулярные соревнования по баскетболу на воде.
В 2005 году Федерация баскетбола Италии признала баскетбол на воде формой баскетбола.